# ハルバーシュタット
ハルバーシュタット（英: Halberstadt、独: Halberstadt）は、ドイツのザクセンアンハルト州にある町で、ハルツ郡の郡都である。ハルツ山脈の北に位置し、地元のナチス指導者が降伏を拒否したため、第二次世界大戦晩期の連合国軍の爆撃により大規模に破壊された旧市街の中心として知られる。町はその後数十年で再建された。
第一次世界大戦中、ハルバーシュタットにはドイツ軍の空軍基地や航空機製造施設があった。第二次世界大戦中、ハルバーシュタットはユンカース航空機の地域生産拠点であり、SS強制労働収容所も置かれていた。ハルバーシュタットは現在、ランゲンシュタイン・ツヴィーベルゲ強制収容所が存在していた地域が含まれている。

## 地理・歴史

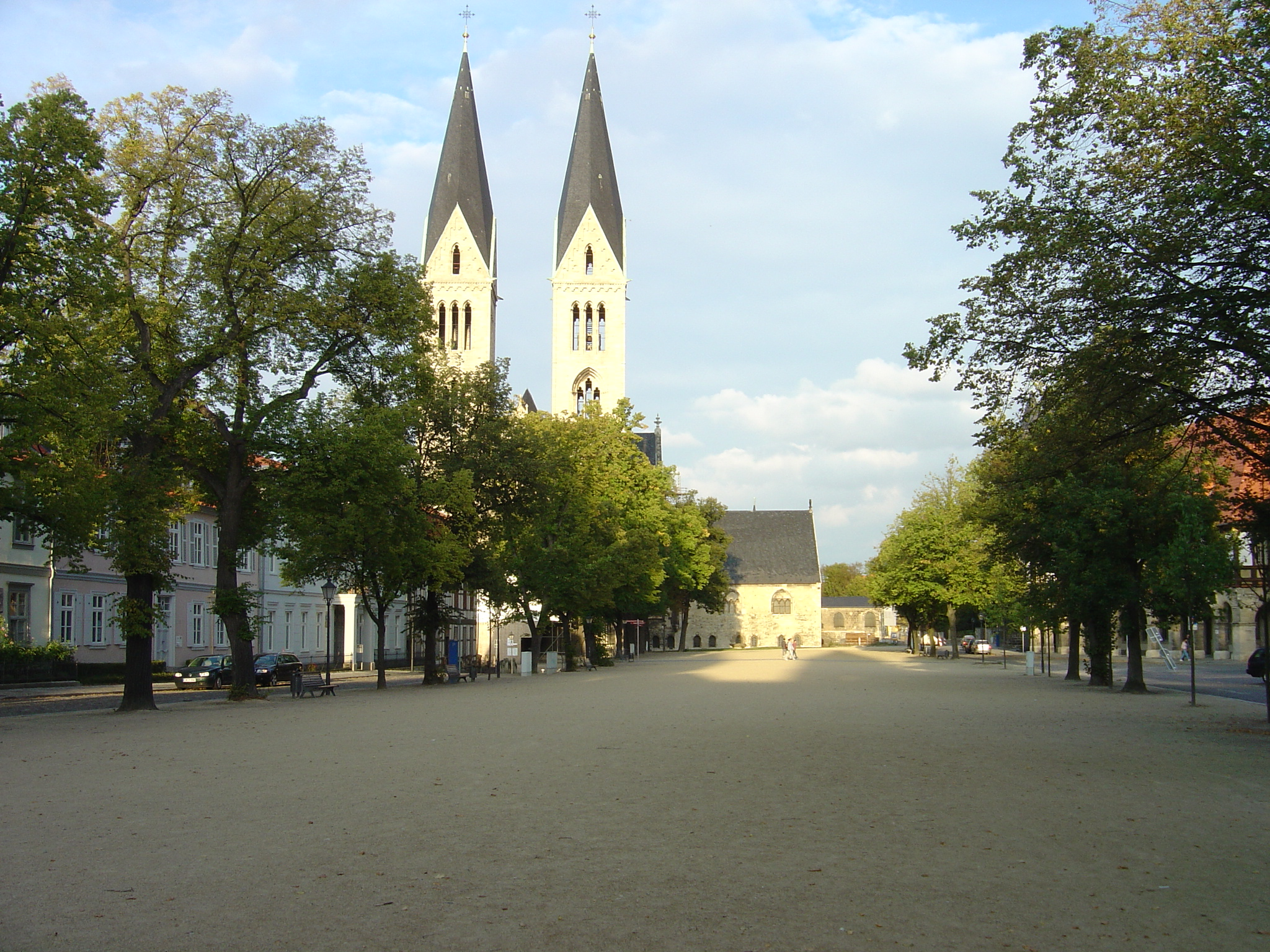
大聖堂広場

ハルバーシュタットは、南のハルツと北のヒューの丘の間に位置し、町の中心はボーデ川の左支川のホルテメ川とゴールドバッハ川に南北に挟まれている。
9世紀 マクデブルクに通じる街道とハレ・アン・デア・ザーレに通じる街道の交差する交通の要衝に成立し、スラブ人へのキリスト教伝道拠点が置かれた。10世紀には市場開設権と貨幣鋳造権が、12世紀には市の決定機関（burmal）が認められた。後にハンザ同盟に加盟した。市の名称の最も古い形はHalberestatであるが、Halvalaと称したと思われる川に因んだ地名であろう。なお、Halberstadtを「半分の町」とあえて誤解して以下の話が作られている。すなわち、 15世紀・16世紀ドイツのハンザ諸都市を放浪し、雇われた先でいたずらをして回る民衆本の主人公ティル・オイレンシュピーゲルは、ハルバーシュタットの聖シュテファン聖堂前でにわかパン屋を始めるが、パンは全部犬と豚に取られてしまう。それを恨んで彼はこの町に「お前はその名前どおりいかにも半ちくだ」（藤代幸一訳）とけちをつけている（第18話）。

## 交通
- ハルバーシュタット市電

## 著名な人物
- マルティン・ボルマン - アドルフ・ヒトラーの私設秘書
- ゴットフリート・アウグスト・ビュルガー（英語版） - 詩人
- ヨハン・ヴィルヘルム・ルートヴィヒ・グライム（英語版） - 詩人
- イスラエル・ヤーコプゾーン - 慈善家でユダヤ教改革派の父祖
- アレクサンダー・クルーゲ - 映画監督、脚本家
- ジョージ・ミュラー - キリスト教伝道師、孤児院経営者
- ユルゲン・シュパールヴァッサー - サッカー選手、指導者
- アドルフ・シュテッカー（英語版） - 神学者、政治家
- ヘルムート・ヴァイトリング - 軍人
- アンドレアス・ヴェルクマイスター - オルガニスト、音楽理論家